# Akazienzaunkönig
Der Akazienzaunkönig (Thryophilus pleurostictus) ist eine Vogelart aus der Familie der Zaunkönige (Troglodytidae), die in Mexiko, Guatemala, El Salvador, Honduras, Nicaragua und Costa Rica verbreitet ist. Der Bestand wird von der IUCN als nicht gefährdet (Least Concern) eingeschätzt.

## Merkmale
Der Akazienzaunkönig erreicht eine Körperlänge von etwa 14,0 bis 15,0 cm bei einem Gewicht von ca. 14,0 bis 23,8 g. Er ist ein unverwechselbarer Zaunkönig mit starken Streifen an den Flanken. Die Zügel sind schwärzlich braun, der Überaugenstreif schmutzig weiß und die Ohrdecken sind schwarz und schmutzig weiß gesprenkelt. Der Oberkopf und der Nacken sind rötlich braun, die Schultern, der Rücken und der Bürzel eher rötlich. Die Handschwingen und die Armschwingen sind rötlich braun mit engen schwarzen Streifen und etwas weiß an den Fahnen. Die rotbraunen Steuerfedern sind mit schwärzlichen Binden verziert. Das Kinn, die Kehle und die Brust sind gräulich weiß ohne Markierungen. An der Brustseite hat er auffällige schwarze Streifen, sie nach unter weiter auseinandergehen und sich dann über den Hinterbauch ziehen. Die Unterschwanzdecken sind scharf schwarz und weiß gestreift.  Die Augen und der Oberschnabel sind dunkelbraun, der pinke Unterschnabel bläulich getönt und die Beine hellbraun bis hornbraun. Beide Geschlechter ähneln sich im Aussehen. Jungtieren fehlt die Gesichtsmarkierung, das Kinn und die Kehle ist bräunlich gefleckt und die matt gelbbraune Unterseite hat keine Streifen, ist dafür dunkelbraun gefleckt.

## Verhalten und Ernährung
Zur Ernährung des Akazienzaunkönigs gehören vorwiegend Wirbellose und Webspinnen, doch ist nicht viel über seine Beute bekannt. Normalerweise sucht er sein Futter in Paaren oder Familiengruppen, meist in den unteren Straten bzw. am Boden. Ist der Boden wenig bewachsen oder ohne Laub, dann kann er sich auch in den höheren Bäumen bewegen.

## Lautäußerungen
Der Gesang des Akazienzaunkönigs besteht aus einer auffälligen und schönen Folge von verschiedenen Pfiffen und gurgelnden Trillern, die ein wenig an die Nachtigall (Luscinia megarhynchos) erinnert. Der Alarmruf beinhaltet raues nasales Gurren und kurze Triller.

## Fortpflanzung
Die Brutsaison des Akazienzaunkönigs ist in Mexiko von Mai bis Juli, im Süden Mexikos sogar bis in den August und er nutzt damit den Vorteil Nester von anderen Vögeln nutzen zu können. Das Nest in Form einer Retorte und wird aus Unkrautstängeln, Wurzeln und ähnlichem Material gebaut und mit feineren Gräsern ausgekleidet. Typischerweise ist es in einer Astgabel eines Baumes aufgehängt. Die Eingangsröhre auf einer Seite ist in einem Winkel von ca. 45 Grad nach unten geneigt, die Nistkammer befindet sich auf der anderen Seite. Es befindet sich meist in ein bis drei Metern über dem Boden. Häufig ist dieses in Kugelkopf-Akazie (Acacia collinsii), die aggressive symbiontische Ameisen beherbergen, oder in der Nähe von Nestern von Faltenwespen (Vespidae) oder in lästigen Brennnesseln (Urtica) zu finden. In El Salvador wurde beobachtet, wie er oft Nester des Olivscheitel-Breitschnabeltyranns (Tolmomyias sulphurescens) auf einem dünnen Ast in zwei bis zehn Metern Höhe nutzte. Ein Gelege besteht aus zwei bis fünf weißen, manchmal blassblauen bis tief himmelblauen Eiern. Über Brutzeit und Nestlingszeit liegen keine Daten vor.

## Verbreitung und Lebensraum

Verbreitungsgebiet des Akazienzaunkönigs

Der Akazienzaunkönig bevorzugt eher trockenen Lebensraum, trockenes Gestrüpp und tropischen laubabwerfenden Wald inklusive Sekundärvegetation. In El Salvador kommt er in Sumpfwald vor, gelegentlich auch in den Mangrovensümpfen von Honduras und Costa Ricas. In Mexiko bewegt er sich in Höhenlagen von Meeresspiegel bis 1600 Metern, in Honduras bis 1100 Metern und in Costa Rica bis 800 Metern.

## Migration
Der Akazienzaunkönig ist vermutlich ein Standvogel.

## Unterarten
Es sind sieben Unterarten bekannt:
- Thryophilus pleurostictus nisorius (Sclater, PL, 1870)[3] kommt im südlichen zentralen Mexiko vor. Die Unterart ist größer als die Nominatform und ist auf der Unterseite kräftiger gestreift.[1]
- Thryophilus pleurostictus oaxacae (Brodkorb, 1942)[4] ist in Guerrero und Oaxaca verbreitet. Die Subspezies ähnelt der Nominatform, hat aber an den Fahnen der Handschwingen keine weiße Färbung.[1]
- Thryophilus pleurostictus acaciarum (Brodkorb, 1942)[5] kommt in Chiapas vor. Die Unterart ist eher gelbbraun am Bauch und hat stärkere Streifen.[1]
- Thryophilus pleurostictus oblitus (Van Rossem, 1934)[6] ist im Südosten Chiapas bis ins westliche El Salvador verbreitet. Die Subspezies ist größer und die Färbung auf der Oberseite wirkt weniger warm.[1]
- Thryophilus pleurostictus pleurostictus (Sclater, PL, 1860)[7] kommt in Guatemala vor.
- Thryophilus pleurostictus lateralis Dickey & Van Rossem, 1927[8] ist im zentralen und östlichen El Salvador und dem Nordwesten Honduras verbreitet. Die Unterart ist kleiner, die Oberseite ist heller rötlich als bei T. p. oblitus.[1]
- Thryophilus pleurostictus ravus Ridgway, 1903[9] kommt in Nicaragua und dem nördlichen Costa Rica vor. Die Subspezies ist kleiner als die Nominatform, hat eine hellere rötlichere Oberseite und weniger auffällige Streifen an den Hand- und Armschwingen.[1]

## Etymologie und Forschungsgeschichte
Die Erstbeschreibung des Akazienzaunkönigs erfolgte 1860 durch Philip Lutley Sclater unter dem wissenschaftlichen Namen Thryothorus pleurostictus. Das Typusexemplar hat George Ure Skinner (1804–1867) in Verapaz gesammelt. Bereits 1864 führte Spencer Fullerton Baird die für die Wissenschaft neue Gattung Thryophilus ein. Dieser Name leitet sich von »thryon θρυον« für »Schilfrohr« und »philos, phileō φιλος, φιλεω« für »Liebender, Liebhaber, lieben« ab. Der Artname »pleurostictus« ist ein Wortgebilde aus »pleura πλευηρα« für »Seite, Flanke« und »stiktos, stizō στικτος, στιζω« für »gefleckt, gepunktet, stechen«. »Ravus« ist das lateinische Wort für »gräulich, graugelb«. »Lateralis« bedeutet »von der Seite« von »latus« für »Seite«. »Oblitus« ist das lateinische Wort für »vergessen«. »Nisorius« bezieht sich auf Nisos aus der griechischen Mythologie, der sich in einen Sperber verwandelt hatte. Der Name wurde oft verwendet, um die bräunliche Oberseite und die gebänderte Unterseite der Art hervorzuheben. »Acaciarum« bezieht sich auf Akazien, »oaxacae« auf den mexikanischen Bundesstaat Oaxaca.